# Andrinas
Andrinas es una variedad cultivar de ciruelo (Prunus domestica), de las denominadas ciruelas europeas,
una variedad de ciruela oriunda de la comunidad autónoma de Andalucía, en el municipio de Sanlúcar la Mayor ubicado en la comarca del Aljarafe (Sevilla). Las frutas tienen un tamaño mediano, color de piel rojo vinoso muy oscuro pasando a morado o casi negro, uniforme, y pulpa de color verde, transparente, textura consistente, muy jugosa, y sabor dulce y refrescante, muy bueno.

## Historia
'Andrinas' variedad de ciruela local cuyos orígenes se sitúan en la comunidad autónoma de Andalucía, en el municipio de Sanlúcar la Mayor ubicado en la comarca del Aljarafe (Sevilla).
'Andrinas' está cultivada en el Banco de germoplasma de cultivos vivos de la Estación experimental Aula Dei de Zaragoza. Está considerada incluida en las variedades locales autóctonas muy antiguas, cuyo cultivo se centraba en comarcas muy definidas, que se caracterizan por su buena adaptación a sus ecosistemas, y podrían tener interés genético en virtud de su características organolepticas y resistencia a enfermedades, con vista a mejorar a otras variedades.

## Características
'Andrinas' árbol de porte extenso, vigoroso, erguido, muy fértil y resistente. Las flores deben aclararse mucho para que los frutos alcancen un calibre más grueso. Tiene un tiempo de floración que comienza a partir del 16 de abril con el 10% de floración, para el 20 de abril tiene una floración completa (80%), y para el 29 de abril tiene un 90% de caída de pétalos.
'Andrinas' tiene una talla de tamaño mediano, de forma elíptico alargada, asimétrica, irregular, ventruda con gran aplastamiento en la parte superior ventral, algunos frutos con cuello ligero, presentando sutura línea poco perceptible, poco más oscura que el resto del fruto, bien visible por estar muy recubierta de pruina y a veces por su situación, en algunos casos en depresión muy suave, casi
superficial en la parte central, en otros casos en depresión más acentuada en los extremos y a veces en depresión marcada en toda su extensión, con frecuencia la sutura forma un pequeño surco en el polo pistilar continuando ligeramente en la parte dorsal inferior; epidermis recubierta de abundante pruina gruesa, azulado violácea, no se aprecia pubescencia, piel de color rojo vinoso muy oscuro pasando a morado o casi negro, uniforme, punteado menudo, casi imperceptible; Pedúnculo corto o mediano, fino, sin pubescencia, ubicado en una cavidad pedúncular estrechísima, casi nula, rebajada en la sutura y levantada en el lado opuesto; pulpa de color verde, transparente, textura consistente, muy jugosa, y sabor dulce y refrescante, muy bueno.
Hueso adherente, grande, elíptico con tendencia a romboidal, muy aplastado, zona ventral estrecha, visto de frente asimétrico, caras laterales bastante labradas, sobre todo en la mitad inferior.
Su tiempo de recogida de cosecha se inicia en su maduración durante la primera decena del mes de agosto.

## Usos
La ciruela 'Andrinas' se comen crudas de fruta fresca en mesa, y también se transforma en mermeladas, almíbar de frutas o compotas para su mejor aprovechamiento.

## Cultivo
Autofértil, es una muy buena variedad polinizadora de todos los demás ciruelos.